# 階ヶ嶽龍右エ門
階ヶ嶽 龍右エ門（かいがたけ りゅうえもん、文化14年（1817年） - 明治元年10月23日（1868年12月6日）は、越中国礪波郡戸出村（現在の富山県高岡市戸出町）出身の大相撲力士。所属は二所ノ関部屋から雷部屋を経て音羽山部屋。本名は高畠 岩次郎（たかばたけ いわじろう）。最高位は大関。得意手は、上手投げ。身長188cm、体重131kg。

## 略歴
- 1817年（文化14年）戸出村（新田町）権平の長男として誕生
- 田舎相撲の大関であったところを地方巡業中の江戸相撲の一行に見出され上京
- 1840年（天保11年）10月場所 - 二所ノ関部屋（師匠:元十両沢風甚八）から初土俵（十両付け出し）。
- 1845年（弘化2年）10月場所 - 八戸藩お抱え
- 1848年（弘化5年）正月場所 - 新入幕
- 1853年（嘉永6年）2月場所 - 新小結
- 1853年（嘉永6年）11月場所 - 八戸藩お抱え廃止、江戸頭書
- 1855年（安政2年）2月場所 - 新関脇、南部藩お抱え
- 1856年（安政3年）11月場所 - 大関昇進、江戸頭書
- 1857年（安政4年）11月場所 - 関脇へ陥落
- 1858年（安政5年）2月 - 二枚鑑札で年寄・熊ヶ谷を襲名。これにより5代熊ヶ谷（元幕内谷嵐）が浦風に名跡変更。
- 1859年（安政6年）正月場所 - 現役引退、年寄専務
- 1862年（文久2年）- 年寄廃業、故郷に戻り権平の家を再興
- 1868年（明治元年）10月23日 - 死去。51歳

## 主な成績
- 幕内戦歴:69勝32敗7分4預1無82休（22場所）
- 大関戦歴：5勝2敗10休1分（2場所）
- 各段優勝：なし

### 場所別成績
| 1840年 | x                     | 幕下付出 –            |
| 1841年 | 東幕下8枚目 0–5       | 東幕下8枚目 0–5       |
| 1842年 | 番付非掲載 不出場     | 幕下 –                |
| 1843年 | 西幕下10枚目 4–2      | 番付非掲載 不出場     |
| 1844年 | 幕下 –                | 番付非掲載 不出場     |
| 1845年 | 番付非掲載 不出場     | 西幕下13枚目 –        |
| 1846年 | 西幕下11枚目 –        | 西幕下11枚目 –        |
| 1847年 | 西幕下8枚目 5–2 1無   | 西幕下2枚目 3–6       |
| 1848年 | 西前頭7枚目 3–4–1 2分 | 西前頭7枚目 7–2 1預   |
| 1849年 | 西前頭8枚目 7–1–2     | 西前頭5枚目 7–0–2 1無 |
| 1850年 | 西前頭4枚目 3–1–6     | 西前頭2枚目 5–4–1     |
| 1851年 | 西前頭筆頭 3–0 1分1預 | 西前頭筆頭 3–3–4      |
| 1852年 | 西前頭筆頭 0–0–10     | 西前頭筆頭 5–4–1      |
| 1853年 | 西小結 4–3–2 1預      | 西小結 3–3–2 2分      |
| 1854年 | 西小結 3–1–6          | 西前頭筆頭 6–2–1 1分  |
| 1855年 | 西関脇 – 興行中止     | x                     |
| 1856年 | 西関脇 4–1–4 1預      | 西大関 5–2–2 1分      |
| 1857年 | 西大関 0–0–8          | 西関脇 1–1–8          |
| 1858年 | 東関脇 0–0–10         | 東小結 – 興行中止     |
| 1859年 | 東関脇 引退 0–0–10    | x                     |
| 各欄の数字は、「勝ち-負け-休場」を示す。 優勝 引退 休場 十両 幕下 三賞：敢=敢闘賞、殊=殊勲賞、技=技能賞 その他：★=金星 番付階級：幕内 - 十両 - 幕下 - 三段目 - 序二段 - 序ノ口 幕内序列：横綱 - 大関 - 関脇 - 小結 - 前頭（「#数字」は各位内の序列） |                       |                       |

- 当時は十両の地位が存在せず、幕内のすぐ下が幕下であった。番付表の上から二段目であるため、現代ではこの当時の幕下は、十両創設後現代までの十両・幕下と区別して二段目とも呼ぶ。

## 四股名変遷
- 大勝 力弥 1840年10月場所 - 1841年正月場所
- 奥の海 1841年11月場所
- 竜ヶ嶽 1842年10月場所
- 竜ヶ嶽 勝之助（りゅうがたけ かつのすけ）1843年正月場所
- 階ヶ嶽 龍右エ門（かいがたけ りゅうえもん）1845年10月場所 - 1854年11月場所
- 岩見泻 丈右エ門（いわみがた じょうえもん）1855年2月場所 - 1856年正月場所
- 階ヶ嶽 竜右エ門（かいがたけ りゅうえもん）1856年11月場所
- 階ヶ嶽 龍右エ門（- りゅうえもん） 1857年正月場所 - 1857年11月場所
- 熊ヶ谷 龍右エ門（くまがたに りゅうえもん）1858年正月場所 - 1859年正月場所